# Emily Gerdes
Emily Gerdes est une actrice américaine, née le 29 décembre 1890 à Jefferson, Kansas, et décédée le 17 septembre 1974 à Los Angeles, Californie.

## Filmographie partielle
- 1917 : Petit Démon (Rebecca of Sunnybrook Farm) de Marshall Neilan
- 1923 : Le Groom n°13 (Bell Boy 13) de William A. Seiter
- 1924 : Behind Two Guns de Robert N. Bradbury
- 1924 : Dynamite Dan de Bruce Mitchell
- 1926 : Si tu vois ma nièce (Ella Cinders) d'Alfred E. Green
- 1936 : Saint-Louis Blues (Banjo on My Knee) de John Cromwell
- 1940 : Les Raisins de la colère (The Grapes of Wrath) de John Ford